# Ouangolodougou (Burkina Faso)
Pour les articles homonymes, voir Ouangolodougou (Côte d'Ivoire).
Ouangolodougou est une commune rurale située dans le département de Niangoloko de la province de Comoé dans la région des Cascades au Burkina Faso.

## Éducation et santé
La commune accueille un centre de santé et de promotion sociale (CSPS) tandis que le centre hospitalier régional (CHR) se trouve à Banfora.